# Otmar di San Gallo
Otmaro di San Gallo, anche Otmar e Othmar (in latino Audomarus) (San Gallo, 689 – Isola Werd, 16 novembre 759), fu il fondatore e il primo abate di San Gallo.
Monaco benedettino, fu venerato come santo fin dalla sua canonizzazione da parte di Salomone I, vescovo di Costanza, nell'864.

## Biografia
Otmar era di origine alemanna. Egli compì la sua formazione sacerdotale a Coira, diocesi appartenente alla stirpe dei Vittoridi, e probabilmente si occupò per prima cosa della chiesa di San Forino.
Gli fu affidata poi dal conte di Waltram di Turgovia la supervisione sul monastero fondato nel 612 dal monaco san Gallo, affinché fosse preservato dal decadimento che lo minacciava.
Otmar lo organizzò radicalmente ex novo, terminò il romitaggio e provvide a che i monaci potessero vivere in comunità nel monastero. Nel 719 fu il primo abate del monastero.
Dopo la strage di Canstatt da parte del maestro di Palazzo franco Carlomanno nel 746 quel che rimaneva dell'autonomia alemanna finì sotto la crescente pressione degli interessi franco-carolingi e furono sempre più spinti indietro. 
Lo stesso capitò anche al Convento di San Gallo ed all'abate Otmar, in quanto appartenente all'ambito alemanno, di venir coinvolto nella controversia. Così nel 747, sotto le pressioni di Pipino il Breve, fu introdotta da Otmar anche nel convento di San Gallo la Regola benedettina, il che corrispondeva alla strategia carolingia di imporre l'unificazione delle chiese del regno anche a livello conventuale. Poiché Otmar si adeguò, il convento fu in risposta ricompensato con donazioni di terre.
Nonostante le tensioni fra i carolingi e gli Alemanni il monastero visse sotto Otmar una prima fioritura. All'interno si sviluppò molto la vita spirituale dei monaci e verso l'esterno ci si dedicò molto al compito di curare i poveri e gli ammalati.
Otmar organizzò la infrastruttura adatta a ciascuno: così fece costruire un ricovero per i poveri, un nosocomio per malati incurabili e un lebbrosario che è la più antica struttura nella storia della medicina svizzera. Otmar si dedicò inoltre personalmente alla applicazione dei suoi progetti come alla cura degli ammalati.
Probabilmente da queste opere di carità risultava una rilevante affinità con il popolo alemanno. Ciò, unitamente all'autonomia del monastero, suscitò nei franchi Warin e Ruthard, conti nominati nel corso delle controversie fra franchi ed alemanni, un crescente malcontento, che si manifestò in alcune liti sul possesso di terre vicine.
A questo proposito sorsero tensioni a causa delle rivendicazioni da parte del vescovo di Costanza Sidonio, che voleva porre il monastero sotto il controllo della sua diocesi. 
Questi conflitti si conclusero nel 759 con una congiura ordita dall'infedele monaco Lamperto che portò alla reclusione di Otmar. Egli fu portato con false accuse di adulterio e reati a sfondo sessuale dinnanzi ad un tribunale ordinario e condannato a morire di fame, esposto sulla piazza reale. La pena fu poi mitigata e quindi Otmar fu trasferito sotto custodia nell'isola Werd, sul lago di Costanza, ove nel novembre del medesimo anno morì.
Nel 769 le sue spoglie furono traslate a San Gallo e questo fu occasione per avviare la sua riabilitazione. Poco meno di un secolo più tardi, nell'anno 864, il vescovo di Costanza, Salomone I, lo canonizzò. I suoi resti vennero allora trasferiti nella chiesa edificata in suo onore.
Gli furono dedicate due vitae, una nell'830 dal diacono Gozpert e cinque anni più tardi una seconda, scritta da Valafrido Strabone. 

## Culto
Sebbene Otmar sia il fondatore del monastero di San Gallo, esso non porta il suo nome. Ciò è dovuto, da una parte, alla particolare venerazione di san Gallo, ed dall'altra al fatto che Otmar fu proclamato santo circa un secolo dopo la sua morte. Nella diocesi di San Gallo, Otmar è considerato alla pari con san Gallo stesso: Patronus aeque principalis
Otmar viene ricordato dalla Chiesa cattolica il giorno 16 novembre.
(Martirologio Romano)
Nell'iconografia Otmar viene rappresentato come un abate benedettino con il bastone e con una fiaschetta o botticella di vino. La fiaschetta trae origine da una leggenda sulla traslazione attraverso il lago della sua salma dieci anni dopo la sua morte: una violenta tempesta non avrebbe potuto far nulla contro l'imbarcazione che la trasportava ed alla fine del viaggio la fiaschetta da pellegrino che i frati si erano portati dietro per dissetarsi, non risultò vuota come ci si sarebbe aspettato.